# All-Ireland Senior Football Championship 1890
L'All-Ireland Senior Football Championship 1890 fu l'edizione numero 4 del principale torneo di calcio gaelico irlandese. Cork batté in finale Wexford ottenendo il primo trionfo. La finale si svolse l'anno dopo i tornei provinciali.

## Struttura
Dal 1887 al 1891 i campioni dei propri club rappresentavano l'intera contea. Il Connacht Senior Football Championship ancora non esisteva e quindi fu nominata Galway come rappresentante.
| Contea  | Club           |
| ------- | -------------- |
| Armagh  | Armagh Harps   |
| Cork    | Midleton       |
| Dublin  |                |
| Galway  |                |
| Kerry   |                |
| Tyrone  |                |
| Wexford | Blues & Whites |

### Semifinali
| Drumcondra 1890 | Cork | 1-15 – 0-00 | Armagh | Clonturk Park |

Wexford passò contro Galway in seguito al forfait di quest'ultima.

### Finale
| Drumcondra 26 giugno 1891 | Cork | 2-04 – 0-01 | Wexford | Clonturk Park (1500 spett.) |